# Percy Hamilton (1861–1919)
Ludvig Percival (Percy) Hamilton, född den 3 augusti 1861 i Bäcks socken, Skaraborgs län, död den 2 januari 1919 i Stockholm, var en svensk greve och sjömilitär.
Hamilton blev underlöjtnant vid flottan 1882, löjtnant där 1887, kapten 1893, kommendörkapten av andra graden 1905 och av första graden 1910. Han var chef för sjömanskårens skolor i Stockholm från 1910. Hamilton blev riddare av Svärdsorden 1902. 
Percy Hamilton tillhörde ätten Hamilton. Han var bror till Adolf Patrik och William Hamilton samt far till Gustaf Hamilton. Hamilton vilar på Galärvarvskyrkogården.